# Valse romantique
Valse romantique est une pièce pour piano de Claude Debussy composée en 1890.

## Présentation
La Valse romantique est composée en 1890. Cédée par Claude Debussy à Antony Choudens le 31 janvier 1891, en compagnie de la Tarentelle styrienne et de la Ballade slave, l’œuvre est publiée par Choudens en 1891 puis par Fromont en 1903,.
La pièce est dédiée à Mlle Rose Depecker, lauréate d'un premier prix de piano au Conservatoire de Paris en 1888,. 

## Analyse

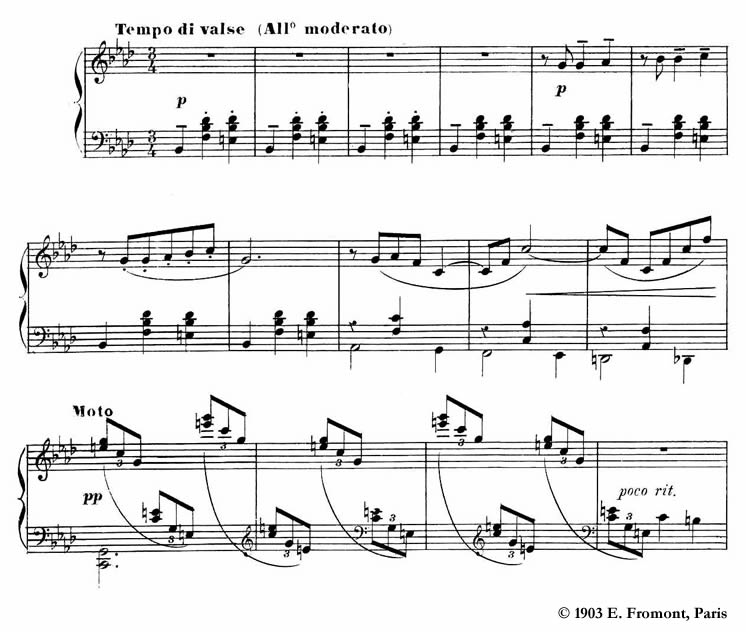
Premières mesures de la partition.

Si pour Guy Sacre la Valse romantique est « un des bibelots de salon de cette époque où Debussy se cherche à tâtons au clavier du piano », « ce n'est pas le plus vilain », d'autant que la partition « n'est pas dénuée d'ironie ; cela ajoute à son charme, et fait pardonner ici ou là quelque remplissage facile ». Pour Harry Halbreich, « la brusquerie imprévue de certaines modulations, le charme de la sonorité instrumentale, la sauvent heureusement de la banalité ». Le musicologue relève même que « certains arpèges en demi-teintes, certains pianissimos en tierces dans l'extrême aigu, sont d'une couleur vraiment debussyste ».
L’œuvre est dans la tonalité principale de fa mineur, tempo di valzer moderato, et « témoigne de l'amour du jeune compositeur pour Chopin et Borodine ». Dans la première partie, des « volutes aériennes [...] ponctuent les phrases mélodiques et introduisent une dissymétrie dans les carrures ». La partie centrale utilise le mode lydien (sol  en ré bémol majeur) et la conclusion, « robuste [...], avec son ample crescendo », est en fa majeur et n'est pas sans évoquer celle du Prélude de la Suite bergamasque. 
La durée d'exécution moyenne de la pièce est de quatre minutes environ. 
Dans le catalogue des œuvres du compositeur établi par le musicologue François Lesure, la Valse romantique porte le numéro L 79 (71) .

## Discographie
- Debussy : Piano works Vol. 1, François-Joël Thiollier (piano), Naxos 8.553290, 1995[6].
- Debussy : Complete Works for Piano, Volume 2, Jean-Efflam Bavouzet (piano), Chandos Records CHAN 10443, 2007[7].
- Debussy : The Solo Piano Works, Noriko Ogawa (piano), BIS Records CD 1955/56, 2012[8].
- Debussy : Early and late piano pieces, Steven Osborne (piano), Hyperion Records CDA 68390, 2022[9].
- Claude Debussy : The complete works, CD 1, Aldo Ciccolini (piano), Warner Classics, 2018[10].